# Wiktar Ałampijeu
Wiktar Piatrowicz Ałampijeu (biał. Віктар Пятровіч Алампіеў, ros. Виктор Петрович Алампиев, Wiktor Pietrowicz Ałampijew; ur. 15 kwietnia 1947) – białoruski polityk; w latach 1990–1996 deputowany do Rady Najwyższej Białoruskiej SRR / Rady Najwyższej Republiki Białorusi XII kadencji; członek Opozycji BNF – frakcji parlamentarnej organizacji Białoruski Front Ludowy (biał. Biełaruski Narodny Front), o charakterze antykomunistycznym i niepodległościowym.

## Życiorys
Urodził się 15 kwietnia 1947 roku, pochodzi z Pińska. Ukończył Grodzieński Państwowy Instytut Pedagogiczny i Białoruski Państwowy Instytut Gospodarki Narodowej. 16 maja 1990 roku został deputowanym ludowym do Rady Najwyższej Białoruskiej SRR XII kadencji (od 19 września 1991 roku – Rady Najwyższej Republiki Białorusi) z Pińskiego-Północnego Okręgu Wyborczego Nr 132. Na początku czerwca 1990 roku wszedł w skład Komisji Rewizyjnej Grupy Deputackiej BNF (od 16 lipca pod nazwą Opozycja BNF – frakcji parlamentarnej organizacji Białoruski Front Ludowy, o charakterze antykomunistycznym i niepodległościowym). W Radzie Najwyższej pełnił funkcję zastępcy przewodniczącego Komisji ds. Reformy Gospodarczej, Osiągnięcia Gospodarczej Samodzielności i Suwerenności Republiki. Brał udział w opracowaniu i przyjęciu Deklaracji o Państwowej Suwerenności Białorusi, przygotowaniu projektów ustaw na nadzwyczajnej sesji Rady Najwyższej 24–25 sierpnia 1991 roku, w czasie której ogłoszono niepodległość Białorusi. Był współautorem szeregu projektów ustaw przygotowanych przez Opozycję BNF.
12 kwietnia 1995 roku dołączył do głodówki deputowanych tej frakcji w Sali Owalnej parlamentu, ogłoszonej na znak protestu przeciwko zainicjowanemu przez prezydenta Łukaszenkę referendum na temat wprowadzenia języka rosyjskiego jako drugiego języka państwowego, zmiany symboli państwowych Białorusi (biało-czerwono-białej flagi i herbu Pogoni) na symbole nawiązujące do radzieckich, integracji ekonomicznej z Federacją Rosyjską i prawie prezydenta do rozwiązywania parlamentu. W dniach 13–14 kwietnia 1995 roku uczestniczył w procesie przed Sądem Konstytucyjnym, w którym Opozycja BNF oskarżyła prezydenta Łukaszenkę o monopolizację środków masowego przekazu.
W 2010 roku Zianon Pazniak opisał w swoich wspomnieniach Wiktara Ałampijeua z początku lat 90. następująco:

Dobrze orientował się w gospodarce, w kwestiach socjalnych. Potrafił na sesjach logicznie przedstawiać potrzebną argumentację, czasem pomimo swego oburzenia. Zdarzało mi się jeździć  razem z nim i z Iosifem Siaredziczem do Pińska do ich wyborców, którzy okazywali im szacunek i pełne poparcie.